# Assetjament immobiliari
|  | Per a altres significats, vegeu «assetjament». |

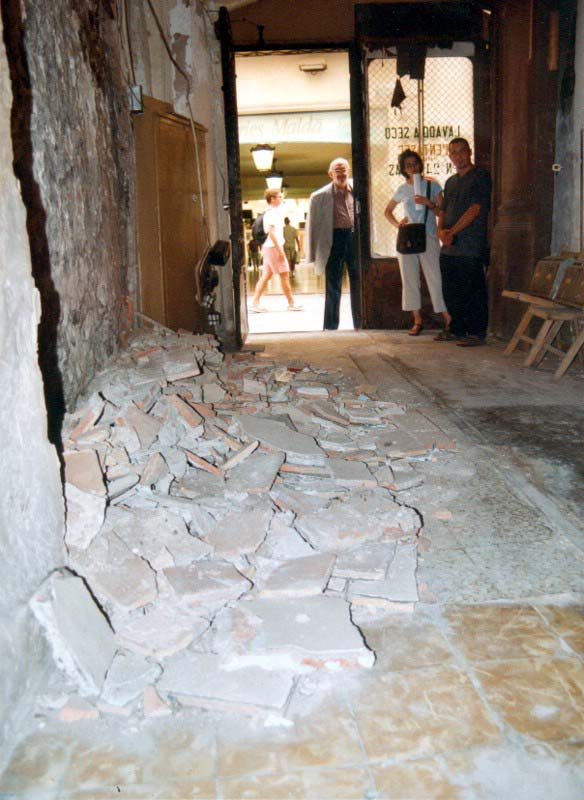
Entrada d'una finca del barri de Ciutat Vella de Barcelona malmesa de forma intencionada.

L'assetjament immobiliari, també anomenat mobbing immobiliari, és l'acció, o conjunt d'accions, destinades a dificultar –i de vegades fer impossible– el dret a l'habitatge que la llei garanteix a qui té signat el preceptiu contracte de lloguer. La pràctica de l'assetjament als llogaters d'habitatges o locals amb contracte vigent té com a objecte obligar-los a marxar i, d'aquesta manera, poder llogar els habitatges més cars o vendre la finca un cop estigui buida. La freqüència d'aquestes maniobres es va disparar a Catalunya arran de la gran revalorització que els immobles van experimentar a finals del segle xx en endavant. Les víctimes de l'assetjament solen ser persones grans, jubilades, soles, amb pocs mitjans econòmics i indefenses, especialment en el cas que gaudeixin de contractes indefinits i de renda baixa. Tanmateix, però, també es produeixen casos d'assetjament a botiguers i petits propietaris per tal que venguin la seva propietat a preus baixos.
El primer esment als mitjans de comunicació d'aquest mot apareix el 2003, arran de la denúncia pública d'aquest fenomen que va fer l'Associació de Veïns del Casc Antic (barris de Sant Pere, Santa Caterina i la Ribera) i que varen recollir diversos diaris i setmanaris, especialment El Triangle i El País. El programa 30 minuts de la televisió pública catalana Pressions a domicili va recollir diversos casos de veïns assetjats de Ciutat Vella, fet que va contribuir molt al coneixement del públic català d'aquest problema, que fins aleshores havia estat menystingut per les administracions municipals. Mes recentment (2019), el documental City for Sale ha tractat casos com el de Jordi Papell, president de l'esmentada associació de veïns.
Com a conseqüència de les denúncies, en algunes ciutats com Barcelona es van crear oficines municipals dedicades a aconsellar judicialment les víctimes per tal d'evitar l'expulsió de casa seva. Les associacions de veïns els aconsellen que busquin ràpidament assessorament legal, que ho comuniquin a familiars i veïns i als departaments d'ajut social municipal. I, sobretot, que mai lliurin els seus contractes d'arrendament sota cap excusa a persones desconegudes o enviades pels assetjadors. Entre aquests darrers, hi figuren algunes agències immobiliàries i de vegades alguns promotors sense escrúpols i gent que ha entrat circumstancialment al negoci de la compravenda de finques buscant guanys ràpids.
El fenomen s'ha anat estenent i a l'Estat Espanyol s'han produït diverses sentències judicials condemnant els qui promouen accions il·legals com la de deixar degradar la finca, fer-la accessible a persones indesitjables, atemorir als veïns i tot un seguit de trampes legals i alegals. També hi destaca la pràctica de negar-se a cobrar els lloguers, de manera que s'acumuli el deute i, en un moment determinat, acusar als veïns de no pagar el lloguer.